# Holm-Klasse
Die Holm-Klasse ist eine Bauserie von sechs Mehrzweckbooten, die seit 2006 für die Königlich-Dänische Marine im Einsatz ist. Die Boote sind in Frederikshavn stationiert und werden als Vermessungsboot, Schulboot und Minenabwehrdrohne eingesetzt.

## Allgemeines
Der Bau der Boote vom Typ Standardfartøj MK I begann im November 2004 auf der Werft Danish Yachts in Skagen unter Aufsicht von Det Norske Veritas. Die Rümpfe und Aufbauten sind aus glasfaserverstärktem Kunststoff. Die Boote werden von zwei Scania-Dieselmotoren der Baureihe DC 16 angetrieben und erreichen eine Geschwindigkeit von elf Knoten. Die Reichweite wird mit 1000 Seemeilen angegeben.

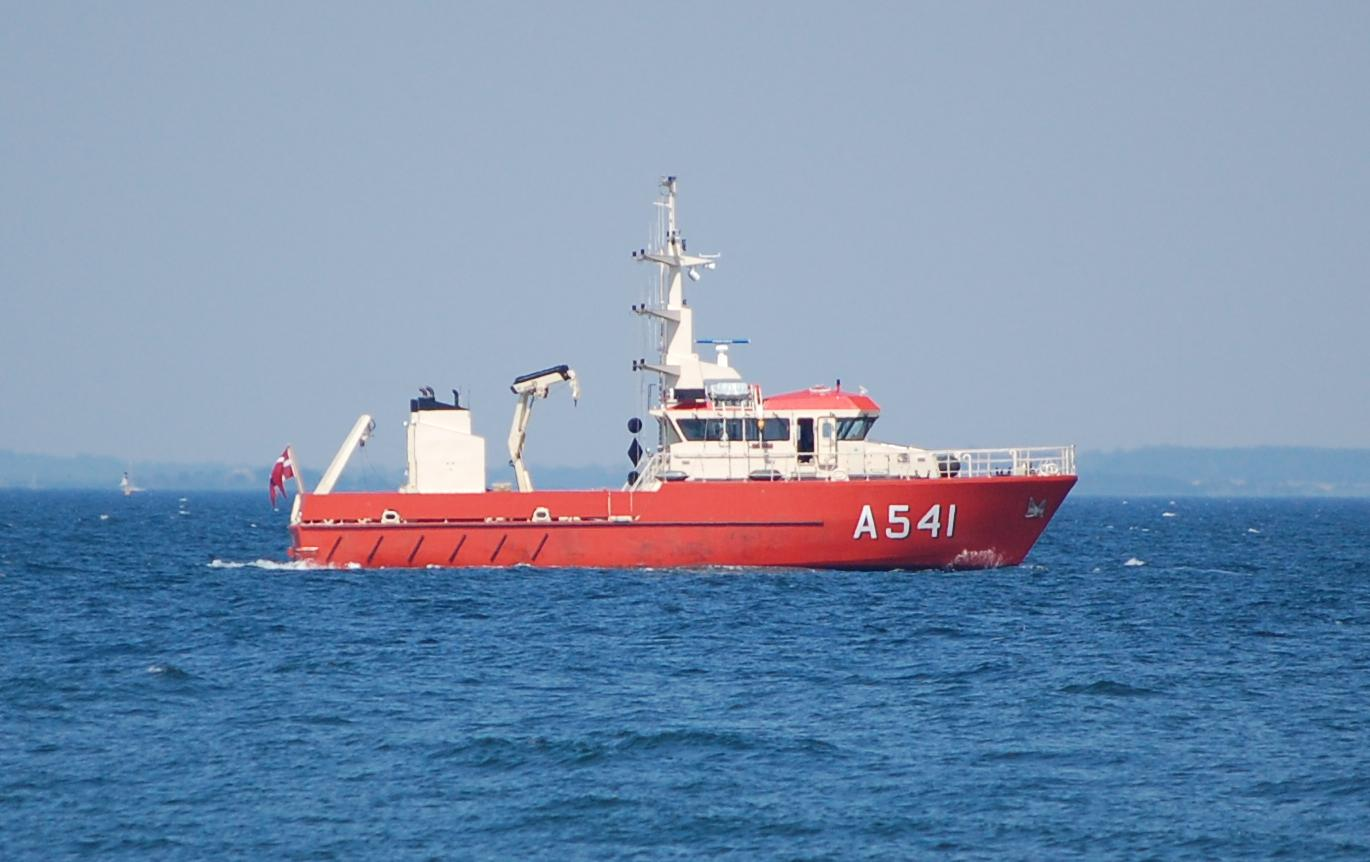
Vermessungsboot Birkholm

Die Ausrüstung für das jeweilige Aufgabengebiet wird in einem StanFlex-Container auf dem Achterdeck mitgeführt. Die Stammbesatzung besteht aus drei Personen und kann auf neun Personen aufgestockt werden. Im Einsatz als Minenabwehrdrohne sind die Boote unbemannt und werden per Funkfernsteuerung gefahren. Die Holm-Klasse ist nicht bewaffnet.
Die als Vermessungsboote eingesetzten Birkholm und Fyrholm unterscheiden sich von ihren Schwesterschiffen durch einen orangeroten Rumpf und cremefarbene Aufbauten. Darüber hinaus sind sie mit einem schwenkbaren Heckgalgen und einem Fächerecholot ausgerüstet.

## Einheiten
| Kennung | Name     | Rufzeichen | Stapellauf        | Indienststellung  | Einsatz als       | Bild |
| ------- | -------- | ---------- | ----------------- | ----------------- | ----------------- | ---- |
| A 541   | Birkholm | OUGO       | 10. Dezember 2005 | 27. Januar 2006   | Vermessungsboot   |      |
| A 542   | Fyrholm  | OUGQ       | 5. August 2006    | 21. Dezember 2006 | Vermessungsboot   |      |
| A 543   | Ertholm  | OUGP       | 25. März 2006     | 8. Mai 2006       | Schulboot         |      |
| A 544   | Alholm   | OUGR       | 6. Januar 2007    | 7. Februar 2007   | Schulboot         |      |
| MSD 5   | Hirsholm | OVEA       | 5. Mai 2007       | 29. Mai 2007      | Minenabwehrdrohne |      |
| MSD 6   | Saltholm | OVEB       | 3. November 2007  | 28. März 2008     | Minenabwehrdrohne |      |